# Popovți, Gabrovo
Popovți (în bulgară Поповци) este un sat în comuna Gabrovo, regiunea Gabrovo,  Bulgaria. 

## Demografie
Componența etnică a satului Popovți
     Bulgari (95,33%)
     Nicio identificare (4,66%)
     Altele (0%)
La recensământul din 2011, populația satului Popovți era de 536 locuitori. Din punct de vedere etnic, majoritatea locuitorilor (95,33%) erau bulgari. Pentru 4,66% din locuitori nu este cunoscută apartenența etnică.